# 신태인역
 신태인역(Sintaein station, 新泰仁驛)은 전북특별자치도 정읍시 신태인읍 신태인리에 위치한 호남선의 철도역이다. ITX-새마을이 왕복 6회 정차하고, 무궁화호는 모두 정차한다.

## 연혁
- 1912년 12월 1일 : 보통역으로 영업 개시[2]
- 1951년 6월 25일 : 한국 전쟁으로 역사 소실
- 1956년 11월 15일 : 역사 준공
- 1984년 12월 26일 : 현 역사 완공
- 1985년 3월 13일 : 화물 취급 개시
- 1994년 1월 1일 : 소화물 취급 중지[3]
- 2012년 12월 1일 : 화물 취급 중지[4]
- 2016년 12월 9일 : 누리로 운행개시
- 2020년 3월 1일 : 누리로 운행 종료
- 2020년 3월 2일 : 태백선 누리로 운행으로 호남선 1421, 1424, 1425,1426열차는 무궁화호로 변경 운행 개시

## 승강장
| ↑김제           |
| ４３ \| ２１ \| |
| 정읍↓           |

| 1 | 호남선 | 사용하지 않음                                  |
| 2 | 호남선 | 목포 · 순천 · 광주 방면                        |
| 3 | 호남선 | 용산 · 영등포 · 안양 · 수원 · 평택 · 천안 방면 |
| 4 | 호남선 | 사용하지 않음                                  |

## 인접한 역
| 호남선         | 호남선            | 호남선              |
| -------------- | ----------------- | ------------------- |
| 김제 용산 방면 | ITX-새마을 호남선 | 정읍 목포·광주 방면 |
| 김제 용산 방면 | 무궁화호 호남선   | 정읍 목포·광주 방면 |